# Aeneator marshalli
Aeneator marshalli is een slakkensoort uit de familie van de Buccinidae. De wetenschappelijke naam van de soort is voor het eerst geldig gepubliceerd in 1924 door Murdoch.